# Eucomis schijffii
Eucomis schijffii är en sparrisväxtart som beskrevs av Reyneke. Eucomis schijffii ingår i släktet tofsliljor, och familjen sparrisväxter. Inga underarter finns listade i Catalogue of Life.